# Megasphaera paucivorans
La  Megasphaera paucivorans  è una specie di batterio appartenente alla famiglia delle Acidaminococcaceae.